# Hypseocharis
Hypseocharis là một chi thực vật hạt kín hiện được hệ thống APG III năm 2009 xếp trong họ Geraniaceae, nhưng các phân loại cũ hơn có thể xếp nó trong họ độc chi là Hypseocharitaceae Wedd., 1861 (chẳng hạn như là họ tùy chọn tách ra trong hệ thống APG II năm 2003) hay trong họ Oxalidaceae). Chi Hypseocharis cũng đã từng được đặt trong bộ đơn chi Hypseocharitales trong phân loại năm 1997 của Takhtadjan, mặc dù vị trí của bộ này là gần với Geraniales trong phân loại của ông.
Chi này chứa khoảng 1-3 loài cây thảo không thân sống lâu năm tại khu vực tây nam dãy núi Andes ở Nam Mỹ.

## Đặc điểm
Cây thảo không thân sống lâu năm (với rễ cọc dày); có nơ lá sát gốc. Các lá đơn mọc so le hay mọc vòng. Phiến lá xẻ thùy dạng lông chim. Các lá không có lá kèm. Thể hạt ống sàng kiểu S. Các loài này là thực vật có hoa lưỡng tính. Các hoa mọc thành cụm hoa là các xim hoa. Đơn vị cụm hoa tận cùng dạng xim. Cụm hoa có hay không cuống gồm các xim hoa chứa 1–9 hoa. Hoa đều; mẫu 5. Đế hoa phát triển một cuống nhụy. Bao hoa với đài hoa và tràng hoa phân biệt; 10; 2 vòng; đẳng số. Đài hoa 5; 1 vòng; nhiều lá đài; đều; bền; xếp lợp nhiều. Tràng hoa 5; 1 vòng; nhiều cánh hoa vặn. Bộ nhị 15. Các phần của bộ nhị rời với bao hoa và rời với nhau; 3 vòng. Chỉ bao gồm các nhị sinh sản. Nhị 15; kiểu 3; hình dùi, bền. Bao phấn đính lưng; nứt theo khe nứt dọc; hướng trong. Các hạt phấn 3 khe nứt dọc. Bộ nhụy 5 lá noãn. Đẳng số với bao hoa. Nhụy 5 ngăn. Bộ nhụy là dạng quả tụ; thượng. Bầu nhụy 5 ngăn (và 5 thùy); hình cuống. Bộ nhụy có vòi nhụy (vòi nhụy hình chỉ). Nhụy 1; ở đỉnh. Đầu nhụy 1; hình đầu. Kiểu đính noãn trụ. Noãn 20–50 mỗi ngăn; hai hàng; không áo noãn; ngược tới ngược với lỗ nhỏ trên noãn sát với cán phôi; hai vỏ; có một vài lớp tế bào ngoài túi phôi. Kiểu hình thành nội nhũ từ ban đầu là dạng nhân hoặc dạng tế bào. Quả không dày cùi thịt; nứt chậm; quả nang. Các quả nang chẻ ngăn không đều. Hạt nghèo nội nhũ. Phôi hình cuộn.

## Các loài
Thông thường người ta ghi nhận 1-3 loài.
- Hypseocharis bilobata
- Hypseocharis pimpinellifolia
- Hypseocharis tridentata

Tuy nhiên, danh sách của IPNI còn bao gồm cả H. corydalifolia, H. fiebrigii, H. malpasensis, H. moschata, H. pedicularifolia, H. pilgeri.

## Phát sinh chủng loài
Boesewinkel (1988) chỉ ra rằng phôi học và cấu trúc hạt của nó tương tự như Geraniaceae hơn là với Oxalidaceae hay Linaceae. Nghiên cứu năm 1993 của Price & Palmer và của Bakker cùng ctv (1998) cho thấy Hypseocharis có quan hệ chị em với phần còn lại của họ Geraniaceae.